# Vitalic
Vitalic（原名Pascal Arbez，1976年5月18日—），电子乐手。在法国出生，有西班牙和意大利血统。1996年发布第一首单曲，后来和The Hacker成为密友。2005发行首部专辑《OK Cowboy》。2009年9月28日发行第二部专辑《Flashmob》。